# Кімерійська плита

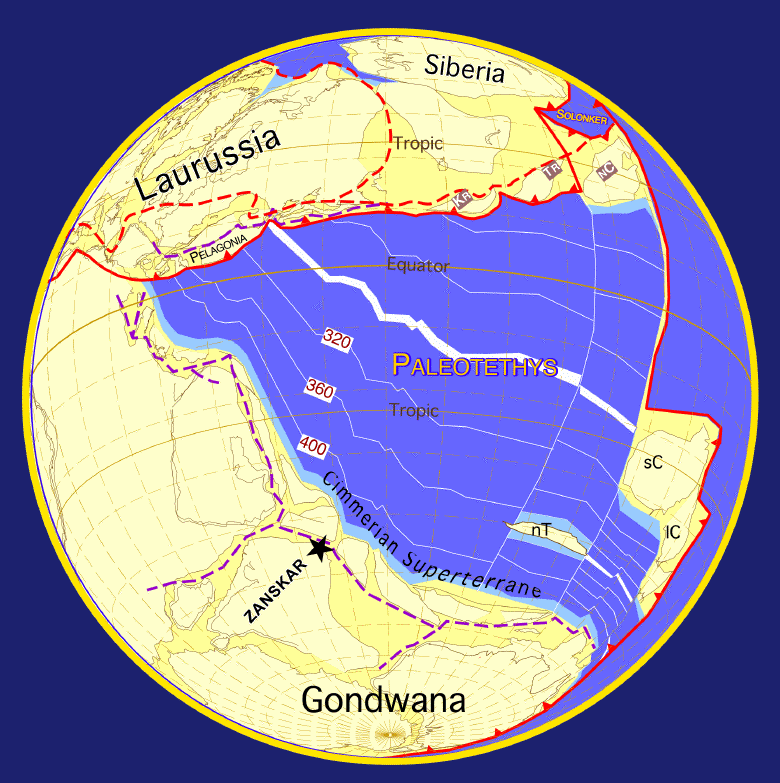
Кімерійська плита відколюється від Гондвани ~290 млн років тому (ранній пермський період)

Кімерійська плита — давня тектонічна плита, яка охоплює частини сучасних країн Туреччина, Іран, Афганістан, Тибет, Індокитай і Малайзія. Кімерійська плита була колись частиною давнього суперконтиненту Пангея. Пангея була схожа на велику літеру «C», що стикається на схід. Внутрішньою частиною «C» був океан Палео-Тетіс. Два мікроконтиненти, які є частиною сучасного Китаю, були розміщені в східній частині Палео-Тетісу. Близько 300 мільйонів роки тому розлом розпочав відколювати сучасні Австралію, Антарктиду, Індію, і Африко-Аравію. Новий мікроконтинент має назву Кімерійський континент. Позаду цього нового мікроконтиненту розлом сформував новий океан Тетіс. Оскільки океан Тетіс розширювався, це штовхало Кімерію у північному напрямку до Лавразії, північно-східної частини Пангеї.

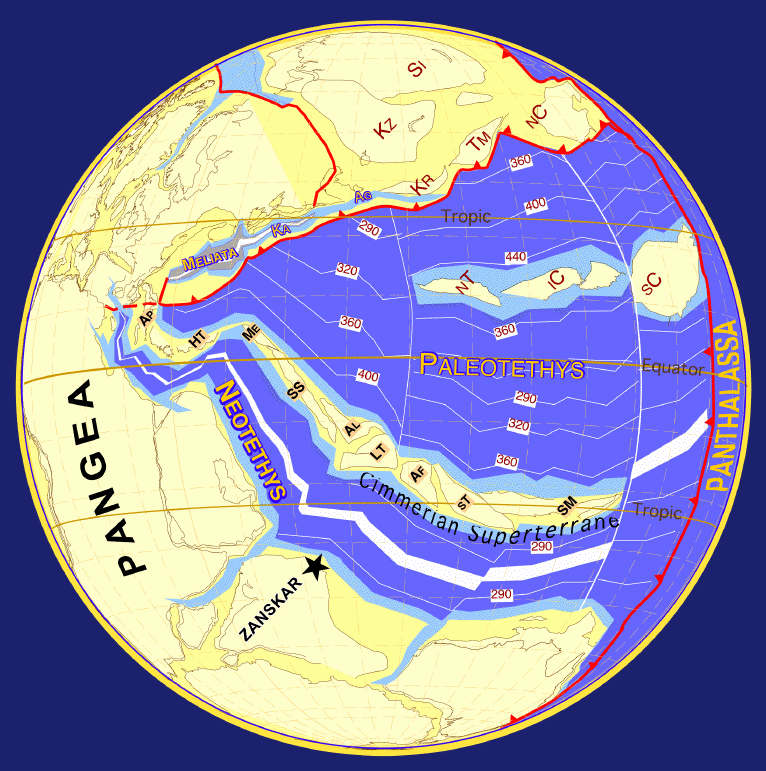
Кімерійська плита віколюється від суперконтиненту Лавразія (біля 249 млн років тому)

Оскільки Кімерія перемістилась на північ, вона врешті зіткнулась з Лавразією, спочатку в її західному краю (близько 220 млн років тому), і Палео-Тетіс почав зникати в цілому, закриваючись від заходу до сходу. Зіткнення континентів підняла гори уздовж зони субдукції, що зветься Кімерійський орогенез. На своєму східному краю, Кімерія зіткнулась з Китайськими мікроконтинентами (близько 200 млн років тому), і Кімерійське горотворення розширилось на весь північ плити. Палео-Тетіс зник близько 150 млн років тому. Після того, як Кімерія зіткнулась з Лавразією близько 200 млн років тому (ранній Юрський період), жолоб Тетіс утворився на півдні Кімерії, в зоні субдукції з океаном Тетіс, були створені острівні дуги і нові гірські масиви.

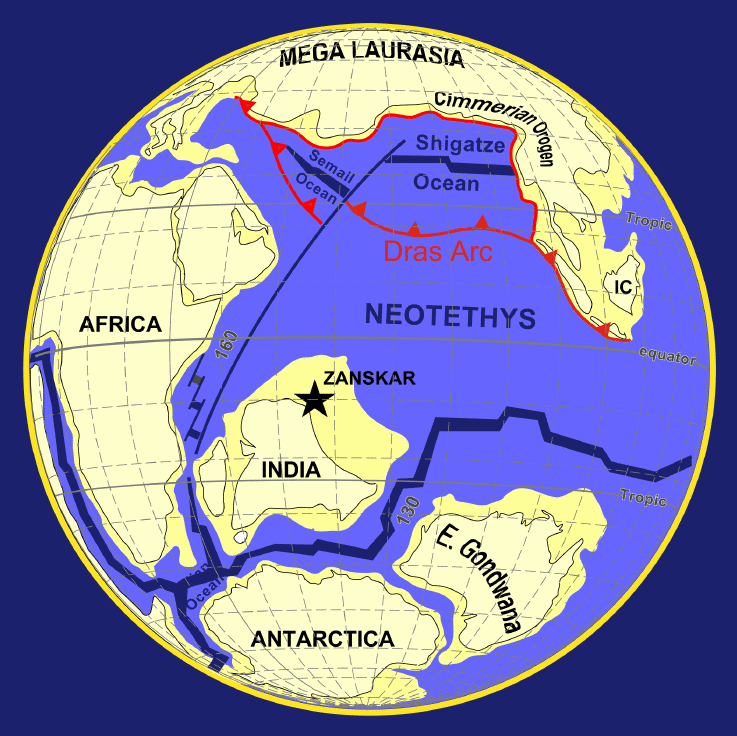
Зіткнення Кімерійської плити з Лавразією біля 200 — 190 млн років тому. Що створило гори і жолоб Тетіс)

Тетянин жолоб простягся на захід, щоб роздрібнити Пангею надвоє, і утворити Атлантичний океан і відокремити північний суперконтинент Лавразія від південного суперконтиненту Гондвана. Близько 150 млн років тому Гондвана також почала розколюватися на окремі континенти, Індія і Африко-Аравія почали дрейфувати на північ у напрямку до Лавразії, з якою Кімерія утворила південне узбережжя. Африко-Аравія та Індія зрештою зіткнулися з Азією близько 30 млн років тому, возз'єднуючи Кімерію з її колишніми сусідами по Гондвані, створюючи Альпи, Кавказ, Загрос, Гіндукуш, і Гімалаї (що зветься Альпійська складчастість).